# Marc Gagnon
Marc Gagnon (* 24. květen 1975, Chicoutimi, Quebec) je kanadský shorttrackař. Získal pět olympijských medailí, tři zlaté (5 km štafeta v Naganu 1998 a v Salt Lake City 2002 a sprint 500 metrů individuálně rovněž v Salt Lake City) a dvě bronzové (1 km v Lillehammeru 1994 a 1,5 km v Salt Lake City 2002). Má též 29 medailí z mistrovství světa, z toho 14 zlatých.